# Äktenskapsleken
Äktenskapsleken är en svensk komedifilm från 1935 i regi av Ragnar Hyltén-Cavallius med Zarah Leander i huvudrollen. Manuset skrevs av Karl Gerhard, som även spelar en av de större rollerna. 

## Om filmen
Filmen premiärvisades den 25 november 1935 på biograf Röda Kvarn vid Biblioteksgatan i Stockholm. Den spelades in i Filmstaden Råsunda med exteriörer från Mariefred och Stockholm av Åke Dahlqvist och Karl-Erik Alberts.
Skulpturerna i filmen utfördes av Michail Katz som även lärde Zarah Leander och Einar Axelsson de rätta handgreppen som en skulptör bör kunna.
Äktenskapsleken har visats i SVT, bland annat 1981, 1997, 2004, i april 2020, i mars 2022 och i april 2024.

## Rollista i urval
- Zarah Leander – Tora Diidiken, skulptör
- Gösta Cederlund – chefredaktör John Nordenson, Toras förste man
- Harry Roeck-Hansen – statsrådet Folke Ström, Toras andre man
- Ragnar Widestedt – direktör Ludvig Melin, Toras tredje man
- Einar Axelsson – skulptör Gunnar Grahn, Toras fjärde man
- Elsa Carlsson – Polly Tiwander, aktris, Toras väninna
- Karl Gerhard – Hjalmar Gregorson, skilsmässoadvokat
- Karin Swanström – änkefru Carolina Berg
- Åke Ohberg – Per-Olof Berg, hennes son, agronom
- Rune Carlsten – riksdagsman Lars Larsson
- Maritta Marke – Märta Larsson, hans dotter, Per-Olofs fästman
- John Norrman – Sund, folkskollärare
- Anna-Lisa Baude – Maria, Toras och Gunnars hembiträde
- Ernst Brunman – Nilsson, frisör i Broköping
- Ruth Weijden – direktör Melins hushållerska

## Musik i filmen
- Say, Brothers, Will You Meet Us? (Bröder, viljen I gå med oss), sång Harry Roeck-Hansen
- Chérie-Mona, kompositör Jules Sylvain, text Sven Paddock, instrumental
- Monika, kompositör Jules Sylvain, text Sven Paddock, instrumental
- Verklighet och drömmar, kompositör Jules Sylvain, text Karl Gerhard, sång Zarah Leander
- Henne du älskar, kompositör Jules Sylvain, text Karl Gerhard, sång Zarah Leander

## DVD
Filmen gavs ut på DVD 2013.